# Fərid Quliyev
Fərid Ruslan Quliyev (englische Transkription: Farid Ruslan Guliyev; auch: Farid Ruslan Gulijew; * 6. Januar 1986 in Baku) ist ein aserbaidschanischer ehemaliger Fußballspieler.

## Karriere

### Verein
Quliyev begann mit dem Profifußball beim FK Baku und spielte hier bis ins Jahr 2005. Anschließend wechselte er innerhalb der Liga zu Qarabağ Ağdam, kehrte aber bereits nach einer Saison zum FK Baku zurück. Die Saison 2008/09 verbrachte er als Leihspieler beim FK Mughan Salyan.
2009 verließ er den FK Baku ein weiteres Mal und heuerte beim Standard Sumqayıt an. Bei diesem Verein etablierte er sich auf Anhieb zum Stammspieler und wurde mit 16 Toren der Torschützenkönig der Premyer Liqası 2009/10. Nach diesem Erfolg verpflichtete ihn der Neftçi Baku. Bei Neftçi gelang es Quliyev nicht, seine Vorjahresleistung zu wiederholen. Dennoch wurde er mit seiner Mannschaft zum Saisonende Aserbaidschanischer Fußballmeister. Für die Saison 2010/11 wurde er an PFK Simurq Zaqatala ausgeliehen, wechselte aber bereits wenige Wochen später zum Sumqayıt PFK.
Nach kurzen Stationen bei Turan Tovuz und PFK Kəpəz heuerte er in der Sommertransferperiode 2013 beim türkischen Zweitligisten Kahramanmaraşspor an. Da er aserbaidschanischer Staatsbürger ist, wird er in der TFF 1. Lig unter einem gesonderten Status spielen und somit keinen regulären Ausländerplatz belegen.

### Nationalmannschaft
Quliyev ist seit 2010 für die Aserbaidschanische Nationalmannschaft aktiv.

## Erfolge
Mit Neftçi Baku
- Aserbaidschanischer Fußballmeister: 2011/12

Auszeichnungen
- Torschützenkönig der Premyer Liqası: 2009/10